# Mastax annulata
Mastax annulata és una espècie de coleòpter dins la família dels caràbids, amb distribució restringida a Índia.